# Eat, Pray, Love
Eat, Pray, Love: One Woman's Search for Everything Across Italy, India and Indonesia (no Brasil, Comer, Rezar, Amar, em Portugal, Comer, Orar, Amar) é um livro de memórias de 2006 escrito pela escritora e memorialista americana Elizabeth Gilbert. A autobiografia narra a viagem da autora ao redor do mundo depois do divórcio e o que descobriu durante suas viagens. Em fevereiro de 2010, o livro permanecia na lista dos mais vendidos do The New York Times por 158 semanas. Foi aclamado pelo mesmo The New York Times como um dos livros mais notáveis de 2006, tendo vendido mais de 8 milhões de cópias em todo o mundo.
A epígrafe do livro é a exortação:
```
Tell the truth, tell the truth, tell the truth! [Conta a verdade, conta a verdade, conta a verdade!]
```

## Edição no Brasil
Lançado pela Editora Objetiva, a tradução no Brasil ocupava na primeira semana de abril de 2010 a primeira colocação dentre os mais vendidos, conforme a Revista Veja, estando na lista dos mais vendidos há 102 semanas.